# Высшие споровые растения
Высшие споровые растения — неформальный термин, объединяющий высшие растения, размножающиеся и распространяющиеся главным образом спорами. Эта группа таксонов обычно противопоставляется семенным растениям, которые для размножения используют не споры, а семена. Высшие споровые признаются одними из первых наземных растений.

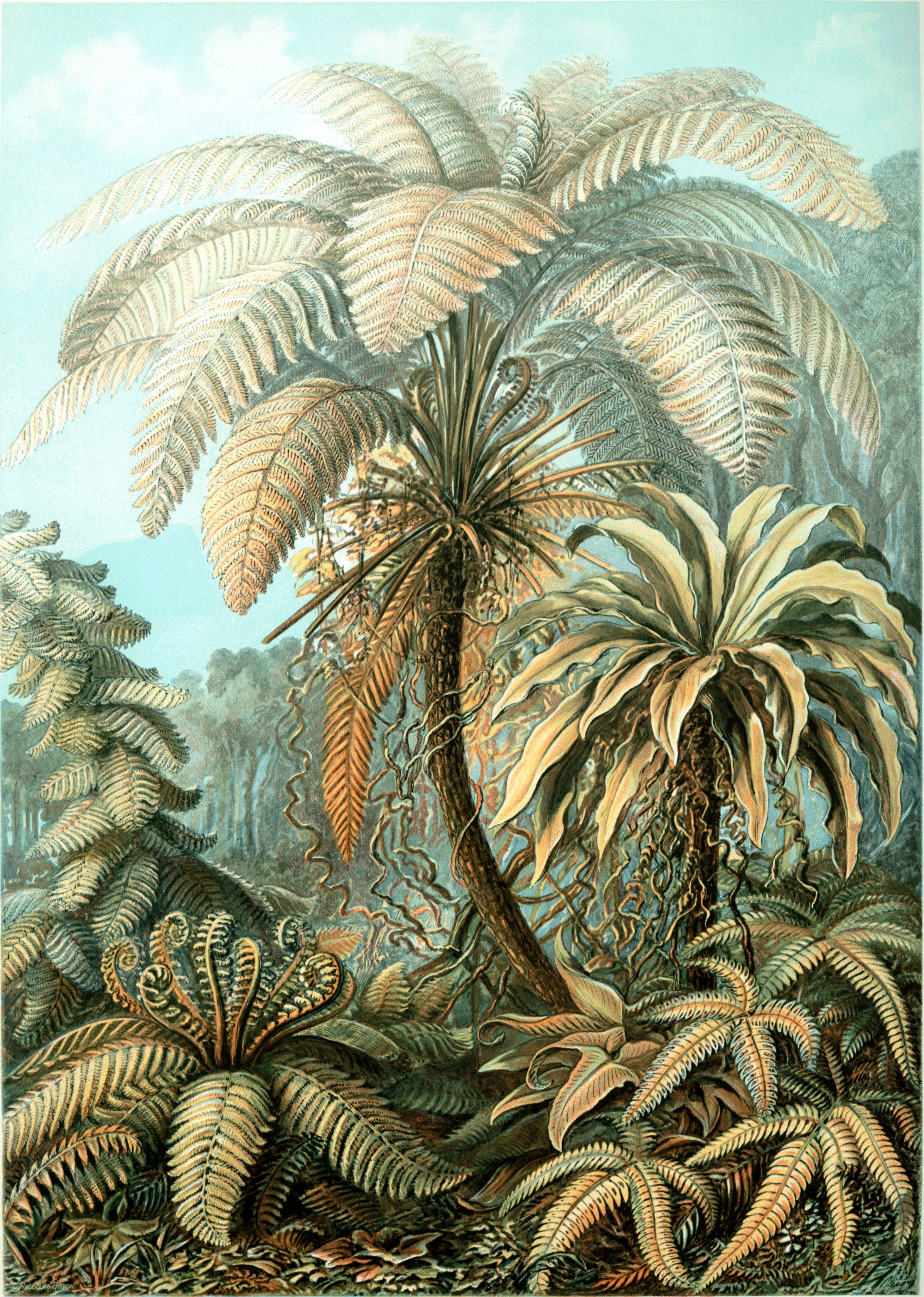
Папоротники. Ботаническая иллюстрация из книги Эрнста Геккеля «Красота форм в природе», 1904.

Обитают во влажных местах, часто под пологом леса, на болотах, или на полях с кислыми почвами.

## Состав группы
В эту группу входят мохообразные и Сосудистые споровые (включая плауновидные, папоротниковидные, хвощовые и некоторые ископаемые растения). Именно от высших споровых растений в результате эволюции произошли семенные растения.
В современном понимании высшие споровые растения не являются таксоном.

## Объём группы
В базе данных The Plant List (версия 1.1, 2013) содержится 10 620 признанных (то есть со статусом Accepted) видовых названий высших споровых растений, принадлежащих к 48 семействам и 587 родам, при этом общее количество видов высших споровых оценивается в 13 000.

## История термина
Само использование термина «высшие споровые растения» не совсем корректно, так как в эту группу входят две значительно отличающиеся друг от друга группы организмов (ранее рассматривавшиеся как таксоны в ранге надотделов) — Мохообразные (Bryophyta sensu lato) и низшие отделы сосудистых растений. «Высшие споровые растения» можно рассматривать как собирательный термин, обозначающий растения, имеющие зародыш (признак, отличающий их от водорослей) и размножающиеся спорами.